# Homalomena gadutensis
Homalomena gadutensis là một loài thực vật có hoa trong họ Ráy (Araceae). Loài này được M.Hotta mô tả khoa học đầu tiên năm 1985.